# Adolfas Aleksejūnas
Adolfas Aleksejūnas (né le 27 juin 1937) est un athlète lituanien, spécialiste du 3 000 mètres steeple.

## Biographie
Concourant sous les couleurs de l'URSS, il participe aux 3 000 mètres steeple des Jeux olympiques de 1964, à Tokyo, où il établit un nouveau record olympique (8 min 31 s 8) en remportant sa série qualificative. Il se classe septième de la finale.

### Palmarès
| Date | Compétition     | Lieu  | Résultat | Épreuve         |
| ---- | --------------- | ----- | -------- | --------------- |
| 1964 | Jeux olympiques | Tokyo | 7e       | 3 000 m steeple |